# New Bremen (Nueva York)
New Bremen es un pueblo ubicado en el condado de Lewis en el estado estadounidense de Nueva York. En el año 2000 tenía una población de 2,722 habitantes y una densidad poblacional de 19 personas por km².

## Geografía
New Bremen se encuentra ubicado en las coordenadas 43°50′16″N 75°26′25″O / 43.83778, -75.44028.

## Demografía
Según la Oficina del Censo en 2000 los ingresos medios por hogar en la localidad eran de $ 35,230 y los ingresos medios por familia eran $37,841. Los hombres tenían unos ingresos medios de $29,881 frente a los $21,149 para las mujeres. La renta per cápita para la localidad era de $14,196. Alrededor del 11.1% de la población estaban por debajo del umbral de pobreza.